# Andrew Thomas Gage
Pour les articles homonymes, voir Gage.
Andrew Thomas Gage (né le 14 décembre 1871 - mort le 21 janvier 1945) est un botaniste britannique.